# Municipio de Pontoosuc
El municipio de Pontoosuc (en inglés: Pontoosuc Township) es un municipio ubicado en el condado de Hancock en el estado estadounidense de Illinois. En el año 2010 tenía una población de 413 habitantes y una densidad poblacional de 8,03 personas por km².

## Geografía
El municipio de Pontoosuc se encuentra ubicado en las coordenadas 40°35′21″N 91°13′24″O / 40.58917, -91.22333. Según la Oficina del Censo de los Estados Unidos, el municipio tiene una superficie total de 51.46 km², de la cual 47,83 km² corresponden a tierra firme y (7,04 %) 3,62 km² es agua.

## Demografía
Según el censo de 2010, había 413 personas residiendo en el municipio de Pontoosuc. La densidad de población era de 8,03 hab./km². De los 413 habitantes, el municipio de Pontoosuc estaba compuesto por el 97,09 % blancos, el 0,24 % eran afroamericanos, el 0,24 % eran amerindios, el 0,24 % eran asiáticos, el 1,45 % eran de otras razas y el 0,73 % eran de una mezcla de razas. Del total de la población el 1,94 % eran hispanos o latinos de cualquier raza.